# أسيتيل الكارنتين
أسيتيل الكارنتين هو الشكل الاستيلي من ل - كارنتين الذي يمكن أن يمر بسهوله من من حاجز الدم في الدماغ.